# Be Mine (Ofenbach)
Be Mine is een nummer van het Franse dj-duo Ofenbach uit 2017.
De cover van het nummer verwijst naar de cover van "Born in the U.S.A." van Bruce Springsteen. "Be Mine" werd een hit in Europa, en haalde de 5e positie in Ofenbachs thuisland Frankrijk. In Nederland bleef het nummer slechts in de Tipparade steken, wel wist het de Vlaamse Ultratop 50 te bereiken, waar het een bescheiden 38e positie behaalde.